# Lira-chitarra

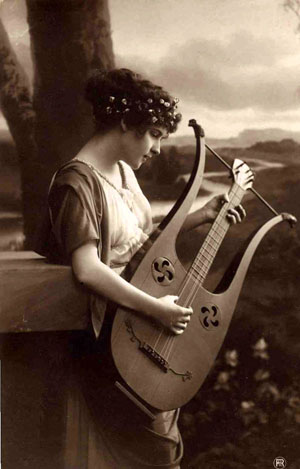
Cartolina postale raffigurante una ragazza che suona una Lira-chitarra

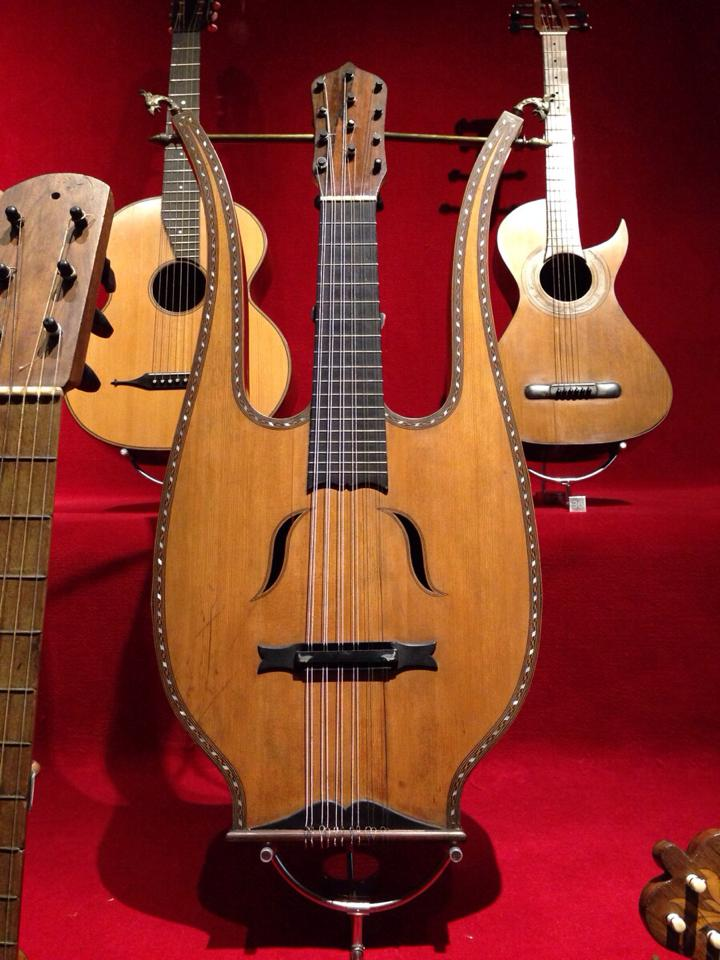
Lira-chitarra al Museu de la Música de Barcelona

La lira-chitarra è uno strumento musicale cordofono, da non confondere con la chitarra-lira, strumento in uso nel Novecento. (vediː Luigi Mozzani e Vinaccia (famiglia)). Una variante è il mandolino-lira novecentesco, diffuso in particolare nel napoletano.

## Descrizione e storia
Inventata nei primi anni dell'Ottocento dal liutaio francese Pierre Charles Mareschal, è dotata di sei corde singole, con la stessa accordatura di una chitarra. La tastiera è situata tra due bracci curvi collegati direttamente alla cassa armonica che ricordano la forma della lira greca. Lo strumento inoltre è dotato di un supporto incorporato per mantenerlo in piedi quando non usato.
La lira-chitarra è stata molto popolare come strumento da camera in particolare a Parigi nel primo ventennio del 1800 ed era molto diffuso tra gli strati più elevati della società: la stessa Maria Antonietta ne possedeva una. Anche i principali musicisti dell'epoca, come Ferdinando Carulli, Fernando Sor, Matteo Carcassi, Mauro Giuliani e Pierre-Jean Porro composero musica e scrissero metodi specifici per la Lira-chitarra.
In Italia la lira-chitarra entrò nella produzione del liutaio napoletano Gennaro Fabbricatore.
Il suo declino è coinciso con quello della popolarità della chitarra come strumento da camera, soppiantata dal pianoforte, che andava perfezionandosi sempre più.